# テリー・マギー
テレンス・ゲイリー・マギー (Terence Gary McGee)、通称 テリー・マギー（Terry McGee、1936年1月5日 - 2025年6月26日）は、ニュージーランドのケンブリッジに生まれた地理学者、社会科学研究者。2009年のヴォートラン・ルッド国際地理学賞受賞者。

## 経歴
マギーは、ニュージーランド大学を卒業し、地理学の修士号と博士号をウェリントンのヴィクトリア大学ウェリントンで取得したが、ウェリントンへのマレー人移民について取り上げた修士論文の時点からアジアへ関心を寄せていた。ヴィクトリア大学ウェリントン、マラヤ大学、香港大学、オーストラリア国立大学で教職に就いた後、ブリティッシュコロンビア大学へ移った。ブリティッシュコロンビア大学では、1978年から1992年までと、1995年から1998年にアジア研究所 (Institute of Asian Research) の所長を務めた。
また、マギーは、国際連合開発計画 (PNDP) やカナダ国際開発庁の顧問も務めた。
2025年6月26日、ブリティッシュコロンビア州ビクトリアで死去。

## テーマと研究
マギーが研究を通して取り組んだおもなテーマには以下のようなものがある。
- 東南アジアの都市
- 開発地理学
- 発展途上国における情報経済
- 発展途上国におけるフードチェーン
- 拡大する大都市圏の出現
- 都市＝農村間の人口移動[4]

### マギー・モデル
1967年に東南アジアの諸都市について提示されたマギー・モデルは、ラテンアメリカについての研究成果であったグリフィン＝フォード・モデルと、住宅地域についてはよく似た結論となっていたが、マギーのモデルは中心業務地区 (CBD) ではなく商業地区を中心に置くものであった。

### デサコタ
マギーは、新しい術語として、インドネシア語で「村」を意味する「desa」と「都市」を意味する「kota」を結びつけ、都市の周縁部で相当の人口密度をもち、農業と産業が共存している状況を指す言葉「デサコタ」を生み出した。

## 受賞
- (2000) カナダ地理学会（英語版） (CAG) 地理学学術賞 (Award for Scholarly Distinction in Geography)[7]
- (2009) ヴォートラン・ルッド国際地理学賞[8]

## おもな著書
- (1967) The Southeast Asian city: a social geography of the primate cities of Southeast Asia, London, Bell
- (1971) The Urbanization Process in the Third World, T. G. McGee. G. Bell and Sons, Ltd., London
- (1985) Theatres of Accumulation: Studies in Asian and Latin American Urbanization, together with Warwick Armstrong, London: Methuen